# Zavod za prestajanje mladoletniškega zapora in kazni zapora Celje
Zavod za prestajanje mladoletniškega zapora in kazni zapora Celje je zavod, v katerem obsojenci, priporniki/ce, osebe, zoper katere se izvršuje uklonilni zapor ter mladoletniki, obsojeni na mladoletniški zapor prestajajo svojo kazen. Zavod ima kapaciteto 96 oseb in se nahaja na Linhartovi 3 v Celju. 
Direktor zavoda Celje je Tomaž Bračko.